# Ботанический сад имени С. И. Ростовцева
Ботанический сад имени С. И. Ростовцева — ботанический сад в Москве при Тимирязевской сельскохозяйственной академии. Основан в 1895 году по инициативе ботаника С. И. Ростовцева. Площадь сада составляет около 1,2 га. Ботанический сад входит в состав комплексного заказника «Петровско-Разумовское» и имеет статус особо охраняемой природной территории федерального значения.

## История
Основатель ботанического сада С. И. Ростовцев поделит его на 3 отделения: систематическое, биологическое и опытное. В систематическом отделении студенты изучали систематику растений. Биологическое отделение предназначалось для выращивания растений, требующих специальных условий. В опытном отделении студенты могли наблюдать за ростом растений.
После смерти С. И. Ростовцева ботаническим садом заведовал профессор Н. Н. Худяков, а с 1919 года — профессор В. И. Талиев. В 1934 году руководство садом взял на себя профессор П. М. Жуковский. При нём площадь сада увеличилась почти в 5 раз, а количество видов составило примерно 3000. В годы Великой Отечественной войны сад сильно пострадал, поскольку через его территорию прошла одна из линий оборонных укреплений Москвы. С 1953 по 1985 год кафедрой ботаники и ботаническим садом заведовал профессор В. Г. Хржановский. При нём была построена оранжерея для субтропических растений.

## Современность
В настоящее время на базе ботанического сада проводится летняя научно-исследовательская и производственная практика. Студенты изучают там способы размножения растений, морфогенез, а также технологии ландшафтного дизайна. Периодически проводятся бесплатные экскурсии для всех желающих.
В ботаническом саду имеются ландшафтные, декоративные и опытные участки, а также оранжерея площадью около 400 м². По данным на 2012 год, в ботаническом саду произрастает около 600 видов и форм открытого грунта и около 500 — закрытого грунта. Выращивается 9 видов, занесённых в Красную книгу России.

### Адрес
Сад расположен по адресу: ул. Прянишникова, д. 6, стр. 5. Вход с улицы Прянишникова.